# Seleccions dels drafts dels San Antonio Spurs
Els San Antonio Spurs van començar a jugar a la NBA el 1976 i van començar a participar en el draft de jugadors en el draft de 1977. En total han fet 145 eleccions de draft.

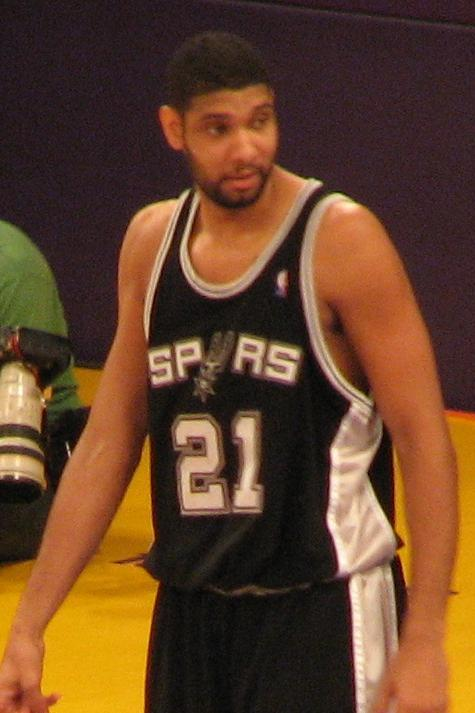
Duncan, la primera elecció del draft de 1997, ha guanyat 5 campionats amb els Spurs (1999, 2003, 2005, 2007, 2014).

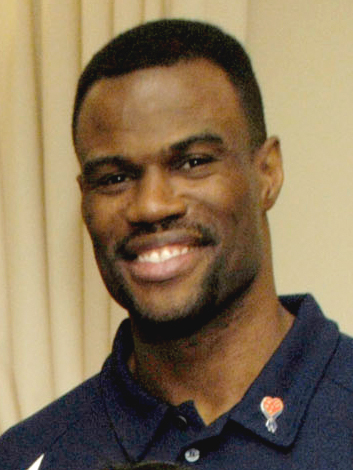
El membre del Hall of Fame David Robinson, primera elecció al draft 1987, va guanyar dos títols de la NBA amb els Spurs (1999 i 2003). També va ser NBA MVP del 1996 i membre del Dream Team.

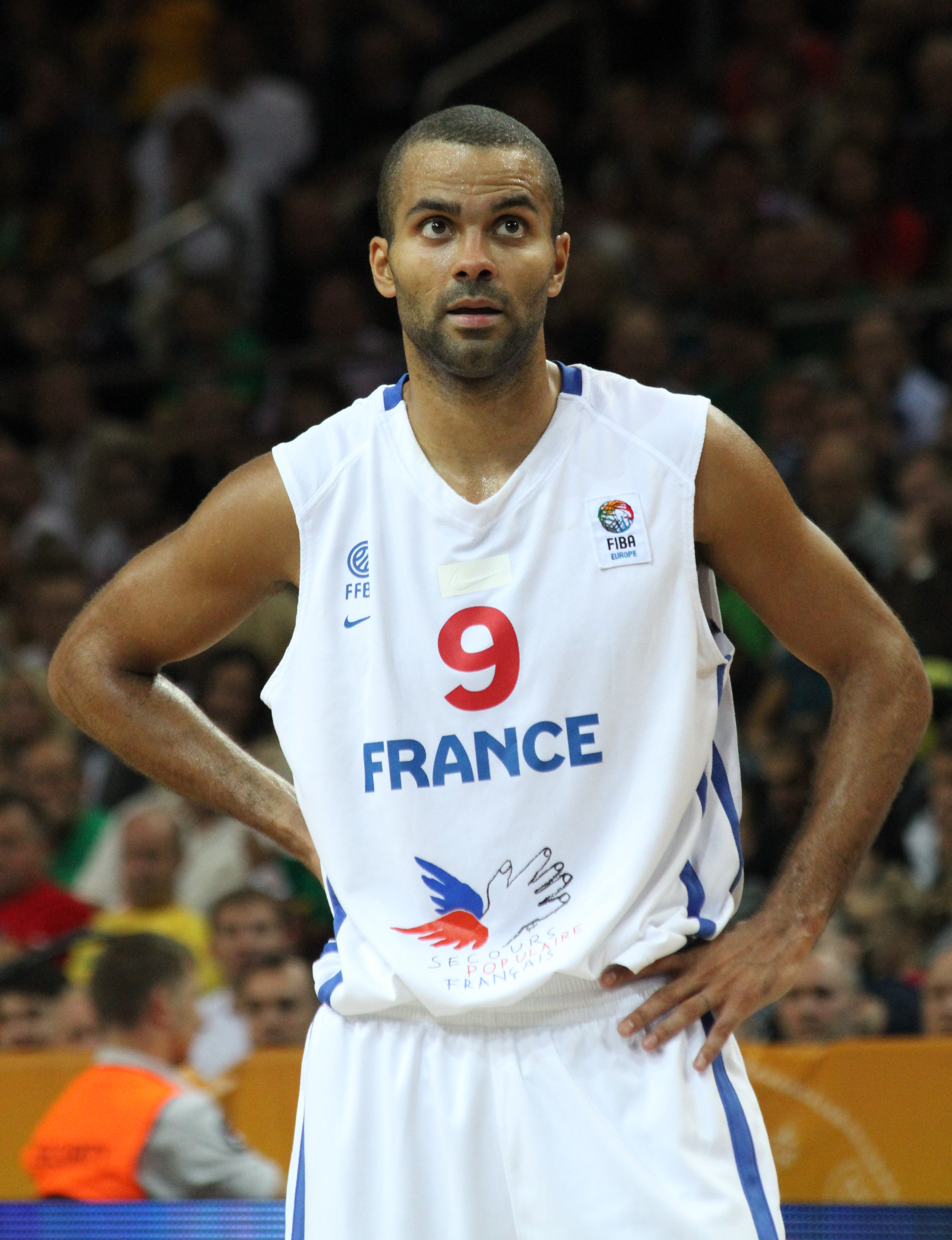
Tony Parker

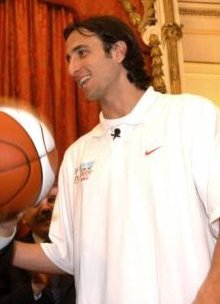
Manu Ginóbili

## Eleccions del draft de la NBA
| Any  | Lliga | Ronda | Elecció | Jugador            | Institut/Universitat/Equip                                 |
| ---- | ----- | ----- | ------- | ------------------ | ---------------------------------------------------------- |
| 2014 | NBA   | 1     | 30      | Kyle Anderson      | University of California, Los Angeles                      |
| 2014 | NBA   | 2     | 58      | Jordan McRae       | University of Tennessee                                    |
| 2013 | NBA   | 1     | 28      | Livio Jean-Charles | ASVEL Lyon-Villeurbanne (França)                           |
| 2013 | NBA   | 2     | 58      | Deshaun Thomas     | Ohio State University                                      |
| 2012 | NBA   | 2     | 59      | Marcus Denmon      | University of Missouri                                     |
| 2011 | NBA   | 1     | 29      | Cory Joseph        | University of Texas at Austin                              |
| 2011 | NBA   | 2     | 59      | Adam Hanga         | Alba Fehérvár (Hongria)                                    |
| 2010 | NBA   | 1     | 20      | James Anderson     | Oklahoma State University                                  |
| 2010 | NBA   | 2     | 49      | Ryan Richards      | CB Gran Canaria (Espanya)                                  |
| 2009 | NBA   | 2     | 37      | DeJuan Blair       | University of Pittsburgh                                   |
| 2009 | NBA   | 2     | 51      | Jack McClinton     | University of Miami                                        |
| 2009 | NBA   | 2     | 53      | Nando de Colo      | Cholet Basket (França)                                     |
| 2008 | NBA   | 1     | 26      | George Hill        | Indiana University-Purdue University Indianapolis          |
| 2008 | NBA   | 2     | 45      | Goran Dragic       | KK Union Olimpija (Eslovènia)                              |
| 2008 | NBA   | 2     | 57      | James Gist         | University of Maryland                                     |
| 2007 | NBA   | 1     | 28      | Tiago Splitter     | Baskonia (País Basc)                                       |
| 2007 | NBA   | 2     | 33      | Marcus Williams    | University of Arizona                                      |
| 2007 | NBA   | 2     | 58      | Giorgos Printezis  | Olympiacos BC (Grècia)                                     |
| 2006 | NBA   | 2     | 59      | Damir Markota      | KK Cibona (Croàcia)                                        |
| 2005 | NBA   | 1     | 28      | Ian Mahinmi        | STB Le Havre (Fraça)                                       |
| 2004 | NBA   | 1     | 28      | Beno Udrih         | Olimpia Milano (Italy)                                     |
| 2004 | NBA   | 2     | 52      | Romain Sato        | Xavier University                                          |
| 2004 | NBA   | 2     | 57      | Sergei Karaulov    | Sakha Yakutia Yakutsk (Rússia)                             |
| 2003 | NBA   | 1     | 28      | Leandro Barbosa    | Associação Bauru (Brasil)                                  |
| 2002 | NBA   | 1     | 26      | John Salmons       | University of Miami                                        |
| 2002 | NBA   | 2     | 55      | Luis Scola         | Baskonia (País Basc)                                       |
| 2002 | NBA   | 2     | 56      | Randy Holcomb      | San Diego State University                                 |
| 2001 | NBA   | 1     | 28      | Tony Parker        | Paris Basket Racing (França)                               |
| 2001 | NBA   | 2     | 55      | Robertas Javtokas  | BC Lietuvos rytas (Lituania)                               |
| 2001 | NBA   | 2     | 57      | Bryan Bracey       | University of Oregon                                       |
| 2000 | NBA   | 2     | 41      | Chris Carrawell    | Duke University                                            |
| 2000 | NBA   | 2     | 54      | Cory Hightower     | Indian Hills Community College                             |
| 1999 | NBA   | 2     | 57      | Manu Ginobili      | Viola Reggio Calabria (Itàlia)                             |
| 1998 | NBA   | 1     | 24      | Felipe Lopez       | St. John's University                                      |
| 1998 | NBA   | 2     | 52      | Derrick Dial       | Eastern Michigan University                                |
| 1997 | NBA   | 1     | 1       | Tim Duncan         | Wake Forest University                                     |
| 1995 | NBA   | 1     | 29      | Cory Alexander     | University of Virginia                                     |
| 1994 | NBA   | 1     | 22      | Bill Curley        | Boston College                                             |
| 1993 | NBA   | 2     | 47      | Chris Whitney      | Clemson University                                         |
| 1992 | NBA   | 1     | 18      | Tracy Murray       | University of California, Los Angeles                      |
| 1992 | NBA   | 2     | 44      | Henry Williams     | University of North Carolina at Charlotte                  |
| 1991 | NBA   | 2     | 49      | Greg Sutton        | Oral Roberts University                                    |
| 1990 | NBA   | 1     | 24      | Dwayne Schintzius  | University of Florida                                      |
| 1990 | NBA   | 2     | 43      | Tony Massenburg    | University of Maryland                                     |
| 1990 | NBA   | 2     | 54      | Sean Higgins       | University of Michigan                                     |
| 1989 | NBA   | 1     | 3       | Sean Elliott       | University of Arizona                                      |
| 1988 | NBA   | 1     | 10      | Willie Anderson    | University of Georgia                                      |
| 1988 | NBA   | 2     | 27      | Shelton Jones      | St. John's University                                      |
| 1988 | NBA   | 3     | 56      | Barry Sumpter      | Austin Peay State University                               |
| 1988 | NBA   | 3     | 75      | Archie Marshall    | University of Kansas                                       |
| 1987 | NBA   | 1     | 1       | David Robinson     | United States Naval Academy                                |
| 1987 | NBA   | 1     | 23      | Greg Anderson      | University of Houston                                      |
| 1987 | NBA   | 2     | 27      | Nate Blackwell     | Temple University                                          |
| 1987 | NBA   | 3     | 50      | Phil Zevenbergen   | University of Washington                                   |
| 1987 | NBA   | 4     | 73      | Todd May           | Pikeville College                                          |
| 1987 | NBA   | 5     | 96      | Dennis Williams    | University of Georgia                                      |
| 1987 | NBA   | 6     | 119     | Ricky Brown        | University of South Alabama                                |
| 1987 | NBA   | 7     | 142     | Raynard Davis      | University of Texas at Austin                              |
| 1986 | NBA   | 1     | 10      | Johnny Dawkins     | Duke University                                            |
| 1986 | NBA   | 2     | 33      | Kevin Duckworth    | Eastern Illinois University                                |
| 1986 | NBA   | 3     | 48      | Forrest McKenzie   | Loyola Marymount University                                |
| 1986 | NBA   | 4     | 79      | Carlos Briggs      | Baylor University                                          |
| 1986 | NBA   | 5     | 102     | Earl Kelley        | University of Connecticut                                  |
| 1986 | NBA   | 6     | 125     | Kevin Lewis        | Southern Methodist University                              |
| 1986 | NBA   | 7     | 148     | Michael Anderson   | University of Texas-Pan American                           |
| 1985 | NBA   | 1     | 14      | Alfredrick Hughes  | Loyola University of Chicago                               |
| 1985 | NBA   | 2     | 29      | Mike Brittain      | University of South Carolina                               |
| 1985 | NBA   | 2     | 35      | Tyrone Corbin      | DePaul University                                          |
| 1985 | NBA   | 4     | 82      | Scott Roth         | University of Wisconsin                                    |
| 1985 | NBA   | 5     | 106     | Clayton Olivier    | University of Southern California                          |
| 1985 | NBA   | 6     | 128     | Chris Harper       | University of Oregon                                       |
| 1985 | NBA   | 7     | 152     | Al Young           | Virginia Polytechnic Institute and State University        |
| 1984 | NBA   | 1     | 7       | Alvin Robertson    | University of Arkansas                                     |
| 1984 | NBA   | 3     | 57      | Joe Binion         | North Carolina Agricultural and Technical State University |
| 1984 | NBA   | 4     | 78      | John Devereaux     | Ohio University                                            |
| 1984 | NBA   | 4     | 90      | Ozell Jones        | California State University, Fullerton                     |
| 1984 | NBA   | 5     | 100     | Eric Richardson    | University of Alabama                                      |
| 1984 | NBA   | 6     | 124     | Dion Brown         | University of Louisiana at Lafayette                       |
| 1984 | NBA   | 7     | 146     | Michael Pitts      | University of California                                   |
| 1984 | NBA   | 8     | 170     | Dan Tarkanian      | University of Nevada, Las Vegas                            |
| 1984 | NBA   | 9     | 191     | Melvin Roseboro    | St. Mary's University                                      |
| 1984 | NBA   | 10    | 214     | Frank Rodriguez    | New Mexico State University                                |
| 1983 | NBA   | 1     | 19      | John Paxson        | University of Notre Dame                                   |
| 1983 | NBA   | 2     | 35      | Darrell Lockhart   | Auburn University                                          |
| 1983 | NBA   | 2     | 46      | Kevin Williams     | St. John's University                                      |
| 1983 | NBA   | 4     | 90      | Brant Weidner      | College of William & Mary                                  |
| 1983 | NBA   | 5     | 112     | Jeff Pehl          | University of Richmond                                     |
| 1983 | NBA   | 6     | 136     | Ricky Hooker       | St. Mary's University                                      |
| 1983 | NBA   | 7     | 158     | Keith Williams     | Oklahoma Panhandle State University                        |
| 1983 | NBA   | 8     | 182     | Norville Brown     | Oklahoma Christian University                              |
| 1983 | NBA   | 9     | 203     | Gary Gaspard       | St. Mary's University                                      |
| 1983 | NBA   | 10    | 225     | Lamar Heard        | University of Georgia                                      |
| 1982 | NBA   | 2     | 24      | Oliver Robinson    | University of Alabama at Birmingham                        |
| 1982 | NBA   | 3     | 64      | Willie Redden      | University of South Florida                                |
| 1982 | NBA   | 4     | 87      | Tony Grier         | University of South Florida                                |
| 1982 | NBA   | 5     | 110     | Clarence Swannegan | Texas Tech University                                      |
| 1982 | NBA   | 6     | 133     | Jaime Peña         | New Mexico State University                                |
| 1982 | NBA   | 7     | 156     | Delonte Taylor     | North Texas State University                               |
| 1982 | NBA   | 8     | 179     | Chris Faggi        | University of Memphis                                      |
| 1982 | NBA   | 9     | 201     | Harry O'Brien      | St. Mary's University                                      |
| 1982 | NBA   | 10    | 222     | Keith White        | McMurry University                                         |
| 1981 | NBA   | 2     | 28      | Gene Banks         | Duke University                                            |
| 1981 | NBA   | 2     | 30      | Ed Rains           | University of South Alabama                                |
| 1981 | NBA   | 3     | 64      | Tom Baker          | Eastern Kentucky University                                |
| 1981 | NBA   | 4     | 87      | Earl Belcher       | St. Bonaventure University                                 |
| 1981 | NBA   | 5     | 110     | Mike Rhodes        | Vanderbilt University                                      |
| 1981 | NBA   | 6     | 133     | Norman Shavers     | Jackson State University                                   |
| 1981 | NBA   | 7     | 156     | Mark Minderman     | Northern Michigan University                               |
| 1981 | NBA   | 8     | 178     | Bob Bartholomew    | University of San Diego                                    |
| 1981 | NBA   | 9     | 199     | Leonel Marquetti   | Hampton University                                         |
| 1981 | NBA   | 10    | 219     | Alvin Brooks       | Lamar University                                           |
| 1980 | NBA   | 1     | 15      | Reggie Johnson     | University of Tennessee                                    |
| 1980 | NBA   | 2     | 39      | Michael Wiley      | California State University, Long Beach                    |
| 1980 | NBA   | 3     | 60      | Lavon Mercer       | University of Georgia                                      |
| 1980 | NBA   | 3     | 61      | Rich Yonakor       | University of North Carolina                               |
| 1980 | NBA   | 4     | 83      | Calvin Roberts     | California State University, Fullerton                     |
| 1980 | NBA   | 5     | 107     | Gib Hinz           | University of Wisconsin-Eau Claire                         |
| 1980 | NBA   | 6     | 129     | Dean Uthoff        | Iowa State University                                      |
| 1980 | NBA   | 7     | 153     | Allan Zahn         | University of Arkansas                                     |
| 1980 | NBA   | 8     | 172     | Bill Bailey        | University of Texas-Pan American                           |
| 1980 | NBA   | 9     | 192     | Al Williams        | North Texas State University                               |
| 1980 | NBA   | 10    | 209     | Steve Schall       | University of Arkansas                                     |
| 1979 | NBA   | 1     | 19      | Wiley Peck         | Mississippi State University                               |
| 1979 | NBA   | 3     | 63      | Sylvester Norris   | Jackson State University                                   |
| 1979 | NBA   | 4     | 84      | Al Daniel          | Furman University                                          |
| 1979 | NBA   | 5     | 106     | Steve Schall       | University of Arkansas                                     |
| 1979 | NBA   | 6     | 125     | Terry Knight       | University of Pittsburgh                                   |
| 1979 | NBA   | 7     | 146     | Tyrone Branyan     | University of Texas at Austin                              |
| 1979 | NBA   | 9     | 182     | Eddie McLeod       | University of Nevada, Las Vegas                            |
| 1979 | NBA   | 10    | 199     | Glen Fine          | Harvard University                                         |
| 1978 | NBA   | 1     | 20      | Frankie Sanders    | Southern University and A&M College                        |
| 1978 | NBA   | 3     | 64      | Gerald Henderson   | Virginia Commonwealth University                           |
| 1978 | NBA   | 4     | 86      | Rich Adams         | University of Illinois at Urbana-Champaign                 |
| 1978 | NBA   | 5     | 108     | Eugene Parker      | Purdue University                                          |
| 1978 | NBA   | 6     | 129     | Harry Morgan       | Indiana State University                                   |
| 1978 | NBA   | 7     | 150     | Hector Olivencia   | Sacred Heart University                                    |
| 1978 | NBA   | 8     | 168     | Henry Taylor       | University of Texas-Pan American                           |
| 1978 | NBA   | 9     | 185     | Rick Taylor        | Arizona State University                                   |
| 1978 | NBA   | 10    | 200     | Larry Brewster     | University of Florida                                      |
| 1977 | NBA   | 2     | 37      | Jeff Wilkins       | Illinois State University                                  |
| 1977 | NBA   | 3     | 59      | Dan Henderson      | Arkansas State University                                  |
| 1977 | NBA   | 4     | 81      | Matt Hicks         | Northern Illinois University                               |
| 1977 | NBA   | 5     | 103     | Scott Sims         | University of Missouri                                     |
| 1977 | NBA   | 6     | 125     | Bruce Buckley      | University of North Carolina                               |
| 1977 | NBA   | 7     | 145     | Richard Robinson   | University of New Mexico                                   |
| 1977 | NBA   | 8     | 164     | Jerome Gladney     | University of Arizona                                      |